# Ulrich von Württemberg (Prinz, 1880)

Pauline und Ulrich von Württemberg (1880)

Christoph Ulrich Ludwig von Württemberg (* 28. Juli 1880 in Ludwigsburg; † 28. Dezember 1880 in Stuttgart) war ein Kronprinz und der letzte männliche Nachkomme in der protestantischen Linie des Hauses Württemberg. Er verstarb im Säuglingsalter.

## Leben
Ulrich war der Sohn des damaligen Prinzen und späteren Königs von Württemberg, Wilhelm II., und seiner ersten Frau, Marie zu Waldeck und Pyrmont. Er war nach Ulrich von Württemberg, dem ersten protestantischen Fürsten des damaligen Herzogtums, benannt. Das Kind wurde von seinem Vater als „ungewöhnlich kräftiger Knabe“ beschrieben. Eine Schwarz-Weiß-Fotografie zeigt ihn mit seiner älteren Schwester Pauline Ende 1880, kurz vor seinem ersten und letzten Weihnachtsfest.

## Früher Tod und Nachwirkungen

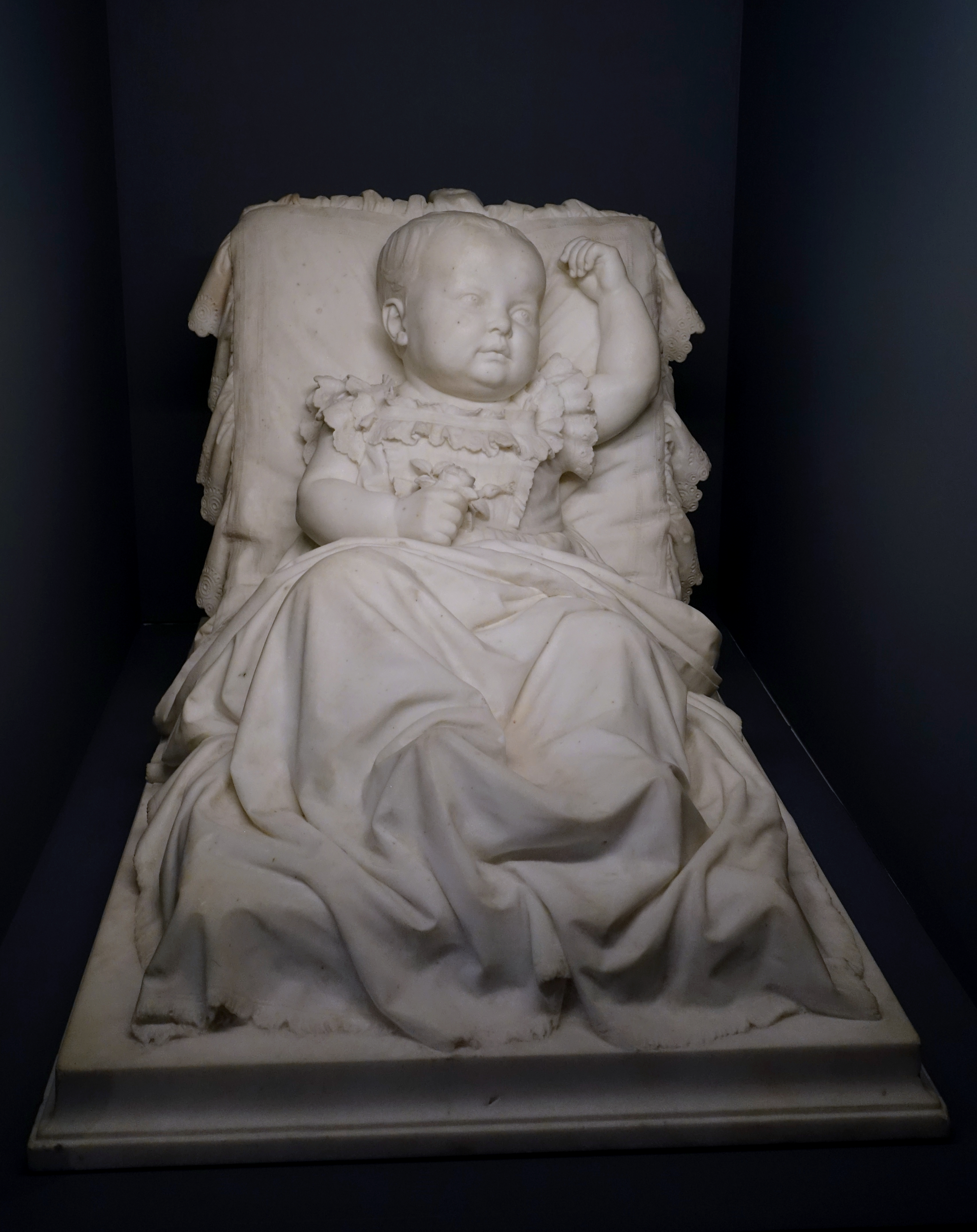
Kleindenkmal für Ulrich von Württemberg, Adolf von Donndorf 1881 (Foto von 2015)

Am 25. Dezember 1880 bekam der fast fünf Monate alte Säugling überraschend Brechdurchfall, als sich seine Mutter gerade auf einer Bescherung im nahen Ludwigsburg befand. Als sie abends ins Stuttgarter Kronprinzenpalais heimkehrte, war ihr Sohn bereits stark geschwächt. Drei Tage später verstarb der kleine Ulrich nach zeitgenössischen Angaben an einem Brechruhranfall. Prinz Ulrich war das erste Mitglied des württembergischen Königshauses, das nicht in einer Familiengruft, sondern auf dem Alten Friedhof Ludwigsburg beigesetzt wurde. Die Beerdigung fand am 31. Dezember 1880 statt.
Der Tod des Prinzen Ulrich war von entscheidender Bedeutung für die Erbfolge im Königreich Württemberg: Prinzessin Marie verstarb 1882 nach einer Totgeburt. Die zweite Ehe Wilhelms blieb kinderlos. Auch der Sohn seines Vetters Eugen und der Großfürstin Wera war als Säugling verstorben. Daher wäre die Thronfolge von der evangelischen Linie an Albrecht von der katholischen Linie gefallen, doch die Novemberrevolution des Jahres 1918 verhinderte dies. Die dadurch vertiefte konfessionelle Spaltung der Dynastie wurde in der Bevölkerung bedauert. Besonders unter evangelischen Württembergern war die Aussicht, zukünftig von einem katholischen Monarchen regiert zu werden, schmerzlich.

## Erinnerung
Adolf von Donndorf schuf ein kleines Denkmal zur Erinnerung an das kurze Leben des Ulrich von Württemberg. Es befindet sich heute als Teil der Schausammlung LegendäreMeisterWerk des Landesmuseums Württemberg im Alten Schloss in Stuttgart. Ferner ist die ebenfalls von Adolf von Donndorf gestaltete Skulptur Mutterliebe des Stuttgarter Paulinen-Brunnens als Allegorie für Marie, Pauline und Ulrich zu verstehen. Archivgut zum Ableben des Prinzen befindet sich im Landesarchiv Baden-Württemberg.
| Ahnentafel                              | Ahnentafel                                                                                | Ahnentafel                                                                                | Ahnentafel                                                                                | Ahnentafel                                                                                | Ahnentafel                                                                                | Ahnentafel                                                                                | Ahnentafel                                                                                | Ahnentafel                                                                                |
| --------------------------------------- | ----------------------------------------------------------------------------------------- | ----------------------------------------------------------------------------------------- | ----------------------------------------------------------------------------------------- | ----------------------------------------------------------------------------------------- | ----------------------------------------------------------------------------------------- | ----------------------------------------------------------------------------------------- | ----------------------------------------------------------------------------------------- | ----------------------------------------------------------------------------------------- |
| Großeltern                              | Georg Viktor von Waldeck-Pyrmont (1831–1893) ⚭ 1853 Helene von Nassau (1831–1888)         | Georg Viktor von Waldeck-Pyrmont (1831–1893) ⚭ 1853 Helene von Nassau (1831–1888)         | Georg Viktor von Waldeck-Pyrmont (1831–1893) ⚭ 1853 Helene von Nassau (1831–1888)         | Georg Viktor von Waldeck-Pyrmont (1831–1893) ⚭ 1853 Helene von Nassau (1831–1888)         | Prinz Friedrich von Württemberg (1808–1870) ⚭ 1845 Katharina von Württemberg (1821–1898)  | Prinz Friedrich von Württemberg (1808–1870) ⚭ 1845 Katharina von Württemberg (1821–1898)  | Prinz Friedrich von Württemberg (1808–1870) ⚭ 1845 Katharina von Württemberg (1821–1898)  | Prinz Friedrich von Württemberg (1808–1870) ⚭ 1845 Katharina von Württemberg (1821–1898)  |
| Eltern                                  | Marie zu Waldeck und Pyrmont (1857–1882) ⚭ 1877 Prinz Wilhelm von Württemberg (1848–1921) | Marie zu Waldeck und Pyrmont (1857–1882) ⚭ 1877 Prinz Wilhelm von Württemberg (1848–1921) | Marie zu Waldeck und Pyrmont (1857–1882) ⚭ 1877 Prinz Wilhelm von Württemberg (1848–1921) | Marie zu Waldeck und Pyrmont (1857–1882) ⚭ 1877 Prinz Wilhelm von Württemberg (1848–1921) | Marie zu Waldeck und Pyrmont (1857–1882) ⚭ 1877 Prinz Wilhelm von Württemberg (1848–1921) | Marie zu Waldeck und Pyrmont (1857–1882) ⚭ 1877 Prinz Wilhelm von Württemberg (1848–1921) | Marie zu Waldeck und Pyrmont (1857–1882) ⚭ 1877 Prinz Wilhelm von Württemberg (1848–1921) | Marie zu Waldeck und Pyrmont (1857–1882) ⚭ 1877 Prinz Wilhelm von Württemberg (1848–1921) |
| Prinz Ulrich von Württemberg (*/† 1880) |                                                                                           |                                                                                           |                                                                                           |                                                                                           |                                                                                           |                                                                                           |                                                                                           |                                                                                           |